# 쌍웅 (1980년 영화)
"쌍웅"(Two Heroes)은 한국에서 제작된 오사원 감독의 1980년 액션 영화이다. 유충량 등이 주연으로 출연하였고 곽정환 등이 제작에 참여하였다.

## 출연

### 주연
- 유충량
- 현길수
- 황정리

## 기타
- 조명: 고해진
- 녹음: 유창국